# Brian Cummings
Brian Cummings est un acteur américain né le 4 mars 1948 à Sioux Falls au Dakota du Sud. 

## Filmographie

### Cinéma
- 1977 : Hughes and Harlow: Angels in Hell : l'assistant réalisateur
- 1978 : California Hôtel : l'homme à la recherche d'autographes
- 1980 : Where the Buffalo Roam : Richard Nixon
- 1983 : Olivier et le Dragon vert : Yost
- 1987 : Star Tours : le présentateur
- 1987 : G.I. Joe: The Movie : Dr Mindbender
- 1987 : Le Petit Grille-pain courageux : The Oven, Additional Voices
- 1989 : Little Nemo: Adventures in Slumberland : le chanteur
- 1990 : Les Jetson, le film : le présentateur du film
- 1991 : La Belle et la Bête : le four
- 1992 : Ice Pawn : le présentateur de l’arène
- 1992 : Les Aventures de Zak et Crysta dans la forêt tropicale de FernGully : Ock
- 1997 : Annabelle : un amour de petite vache : Brewster
- 2003 : Le Livre de la jungle 2 : voix additionnelles
- 2004 : Contes de princesses : Un cadeau qui vient du cœur : le présentateur
- 2005 : Kuzco 2 : voix additionnelles
- 2006 : The Legend of Sasquatch : Snarls
- 2009 : Super Capers: The Origins of Ed and the Missing Bullion : Robot
- 2011 : Mission : Noël : voix additionnelles

### Télévision
- 1981 : The Pink Panther in 'Pink at First Sight' : le propriétaire du magasin de musique
- 1981 : The Richie Rich/Scooby-Doo Hour (8 épisodes)
- 1981-1982 : Spider-Man : voix additionnelles (26 épisodes)
- 1982 : Richie Rich : voix additionnelles
- 1982-1983 : Shirt Tales : voix additionnelles (23 épisodes)
- 1983 : Mystérieusement vôtre, signé Scoubidou (1 épisode)
- 1983 : Pac-Man : voix additionnelles
- 1984 : Pole Position : voix additionnelles (13 épisodes)
- 1985 : ABC Weekend Specials : Harry (1 épisode)
- 1985 : Les Snorky : Dimmy Finster (10 épisodes)
- 1985 : Les Wuzzles : Bumblelion, Flizard et Peter Parrotfox (13 épisodes)
- 1985-1987 : La Famille Ours : Papa Ours (9 épisodes)
- 1985-1987 : CBS Storybreak (5 épisodes)
- 1986 : G.I. Joe : Dr Mindbender (25 épisodes)
- 1986-1987 : Les Pitous : Octopus, Dragon et autres personnages (9 épisodes)
- 1986 : Tous les jours Noël : Ned, Butcher et le policier
- 1987 : Saber Rider and the Star Sheriffs (1 épisode)
- 1987 : Les Jetson : le père de Marcia et le DJ (1 épisode)
- 1987 : The Real Ghostbusters : M. Lorne et Phil Dendron (1 épisode)
- 1987-1989 : La Bande à Picsou : Doofus Drake, Bebop Beagle, M. Beaver et autres personnages (15 épisodes)
- 1987-1991 : Les Gummi : Sir Tuxford, Artie Deco et autres personnages (28 épisodes)
- 1988 : Le Fantôme de Canterville : Lord Canterville
- 1988 : The Adventures of Raggedy Ann and Andy (6 épisodes)
- 1988-1989 : Fantastic Max : voix additionnelles (3 épisodes)
- 1989 : The Karate Kid : voix additionnelles (1 épisode)
- 1989 : Les Schtroumpfs : voix additionnelles (1 épisode)
- 1989 : Denver, le dernier dinosaure : Morton Fizzback (1 épisode)
- 1990 : Tic et Tac, les rangers du risque : Arnold Mousenaggar (2 épisodes)
- 1990 : Super Baloo : Jack Case (1 épisode)
- 1990 : Potsworth & Co. (13 épisodes)
- 1990-1991 : Zazoo U : Bully (13 épisodes)
- 1990-1992 : Tom and Jerry Kids : Clyde (4 épisodes)
- 1991 : Mr. Bogus (4 épisodes)
- 1991 : Little Dracula : l'homme ail (4 épisodes)
- 1991 : Garfield et ses amis : un policier et M. Sprocket (2 épisodes)
- 1991 : Les Razmoket : plusieurs personnages (1 épisode)
- 1991 : Myster Mask : Weasel et le présentateur (4 épisodes)
- 1991 : Widget : voix additionnelles (8 épisodes)
- 1991 : Où est Charlie ? : voix additionnelles (13 épisodes)
- 1991 : ProStars : Doug (13 épisodes)
- 1991-1993 : La Légende de Prince Vaillant : Cedric et Will (3 épisodes)
- 1992 : Des souris à la Maison-Blanche : voix additionnelles
- 1992 : Raw Toonage (1 épisode)
- 1992 : La Petite Sirène : Simon (1 épisode)
- 1992 : Goof Troop : Maire Baba (1 épisode)
- 1992 : Batman : un journaliste (1 épisodes)
- 1992-1993 : Le Monde de Bobby (2 épisodes)
- 1993 : La Chenille qui fait des trous and Other Stories : Narrator
- 1993 : All-New Dennis the Menace (13 épisodes)
- 1993-1994 : 2 Stupid Dogs : M. Hollywood (9 épisodes)
- 1994 : Animaniacs : le présentateur (1 épisode)
- 1994 : Les Tortues Ninja : Karkus (1 épisode)
- 1994 : Junior le terrible (13 épisodes)
- 1995 : 20 000 Lieues dans l'espace : Maître Phantom (13 épisodes)
- 1995-1996 : Timon et Pumbaa : voix additionnelles (7 épisodes)
- 1996 : Duckman : voix additionnelles (1 épisode)
- 1996 : Couacs en vrac : le présentateur (1 épisode)
- 1996-1997 : The Story Keepers (9 épisodes)
- 1997 : L'Incroyable Hulk : M. Rock et un scientifique (1 épisode)
- 1997-1998 : Zorro : voix additionnelles (26 épisodes)
- 2000 : La Famille Delajungle (1 épisode)
- 2001-2002 : Saturday Night Live : le présentateur (2 épisodes)
- 2002 : Totally Spies! : Trode (1 épisode)
- 2002 : Ginger : principal Huliski (1 épisode)
- 2004 : Johnny Bravo : Carney et Mastro Vac (1 épisode)
- 2004 : Rudy à la craie : Ranger McRanger (1 épisode)
- 2005-2006 : Billy et Mandy, aventuriers de l'au-delà : Orc, le présentateur et autres personnages (4 épisodes)
- 2006-2008 : Kuzco, un empereur à l'école : voix additionnelles (11 épisodes)
- 2010 : Les Dalton : William Dalton (1 épisode)
- 2017-2018 : Princesse Sofia : Bash et Brick (2 épisodes)

### Jeu vidéo
- 1983 : Tron: Solar Sailer : MCP
- 1995 : Ocean Explorers
- 1998 : Die by the Sword : Enric
- 1999 : M.U.G.E.N
- 2000 : Kuzco, l'empereur mégalo : Pacha
- 2001 : Monstres et Cie : Sulley
- 2001 : Monsters, Inc. Scream Team : James P. Sullivan
- 2001 : Monsters Inc. Scream Team Training : James P. Sullivan
- 2002 : The Mark of Kri : Baumusu
- 2003 : Evil Dead: A Fistful of Boomstick
- 2004 : EverQuest II : plusieurs personnages
- 2004 : Metal Gear Solid 3: Snake Eater : Sokolov
- 2005 : Area 51 : Victor5
- 2006 : Metal Gear Solid: Portable Ops : Sokolov
- 2007 : Bee Movie
- 2009 : La Princesse et la Grenouille
- 2012 : Metal Gear Solid 3: Snake Eater 3D : Dr Nikolai Sokolov
- 2014 : WildStar : Chua et un maraudeur
- 2019 : Sekiro: Shadows Die Twice : le sculpteur